# Kijaszovói járás
A Kijaszovói járás (oroszul Киясовский район [Kijaszovszkij rajon], udmurtul Кияса ёрос [Kijasza jorosz]) Oroszország egyik járása Udmurtföldön. Székhelye Kijaszovo.

## Népesség

A Kijaszovói járás térképe

- 2002-ben 11 550 lakosa volt, melynek 54,3%-a orosz, 38%-a udmurt, 5%-a tatár.
- 2010-ben 10 305 lakosa volt, melyből 5 970 fő orosz, 3 544 udmurt, 494 tatár, 122 mari stb.